# Oise (fiume)
L'Oise (pron. [waz], dal latino: Esia) è un fiume del nord della Francia. Nasce in Belgio, a 309 metri di altitudine nel massiccio della Fagne nei pressi di Chimay (Hainaut, Vallonia), e dopo un percorso di 341,1 km (di cui 340,8 in Francia) si getta nella Senna a Conflans-Sainte-Honorine.

## Dipartimenti attraversati e città principali
Nel suo percorso in territorio francese, la Oise attraversa un totale di 139 comuni, situati in cinque diversi dipartimenti e distribuiti su 3 regioni.

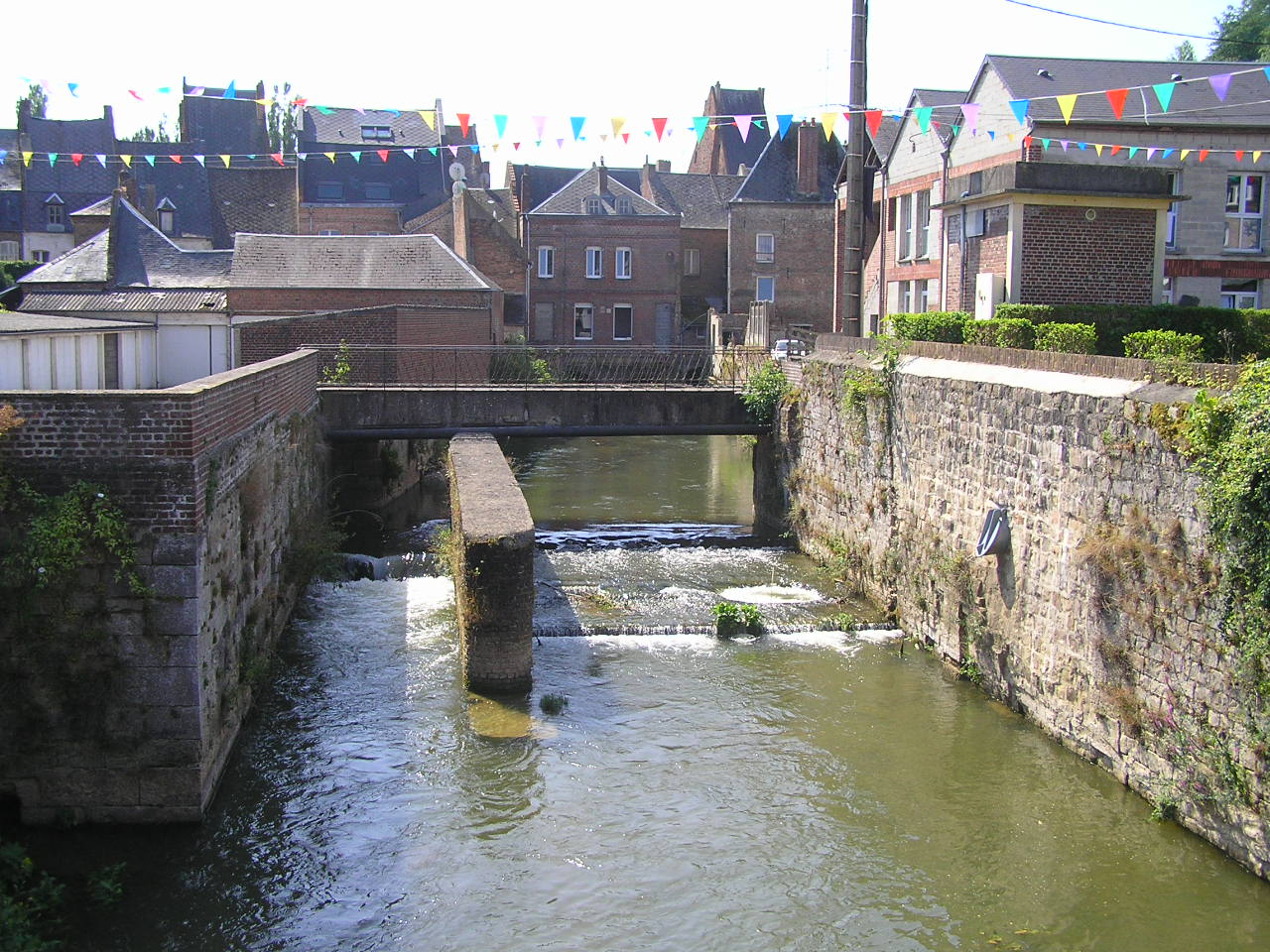
L'Oise a Guise

- Nord
  - Anor
- Aisne
  - Hirson
  - Guise
- Oise
  - Noyon
  - Compiègne
  - Pont-Sainte-Maxence
  - Creil
- Val-d'Oise
  - Asnières-sur-Oise
  - Beaumont-sur-Oise
  - L'Isle-Adam
  - Auvers-sur-Oise
  - Pontoise (Saint-Ouen-l'Aumône, Pontoise, Cergy)
- Yvelines
  - Conflans-Sainte-Honorine

## Etimologia del nome
Il nome Oise (così come Isère, Isar, Yser, etc.) deriva dal nome latino Isara, a sua volta riconducibile al ligure Is o viz, «fiume» e ar «corso d'acqua»).
Il nome Isara divenne Oise in seguito ad una serie di mutamenti fonetici avvenuti in un tempo difficilmente quantificabili:
1. Sigmatismo di R in S: ISARA > ISASA
2. Attenuazione delle vocali ed assimilazione di SS in S: iSaSa > iSSa > OISE.

## Idrologia

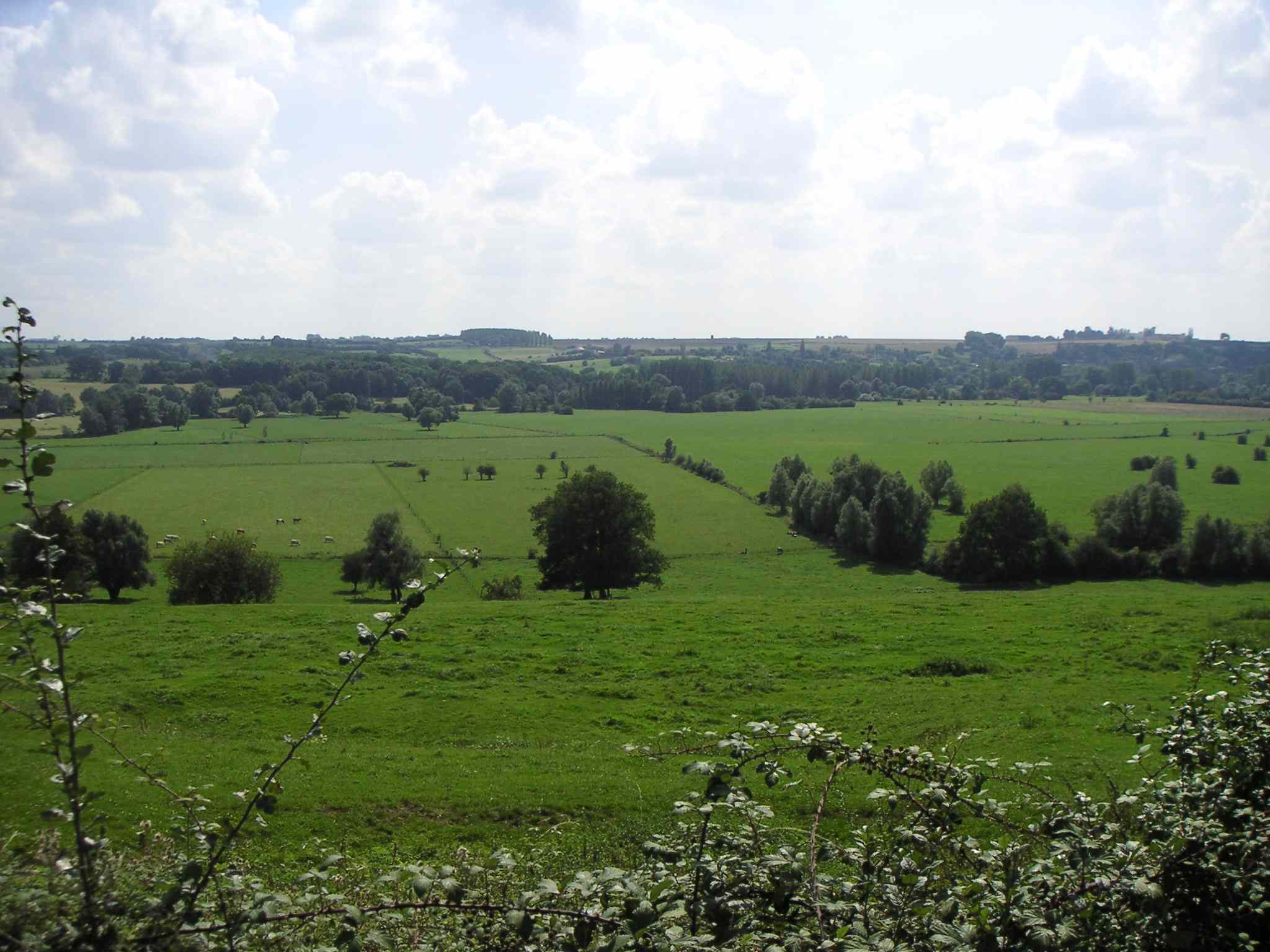
Valle dell'Oise in Thiérache

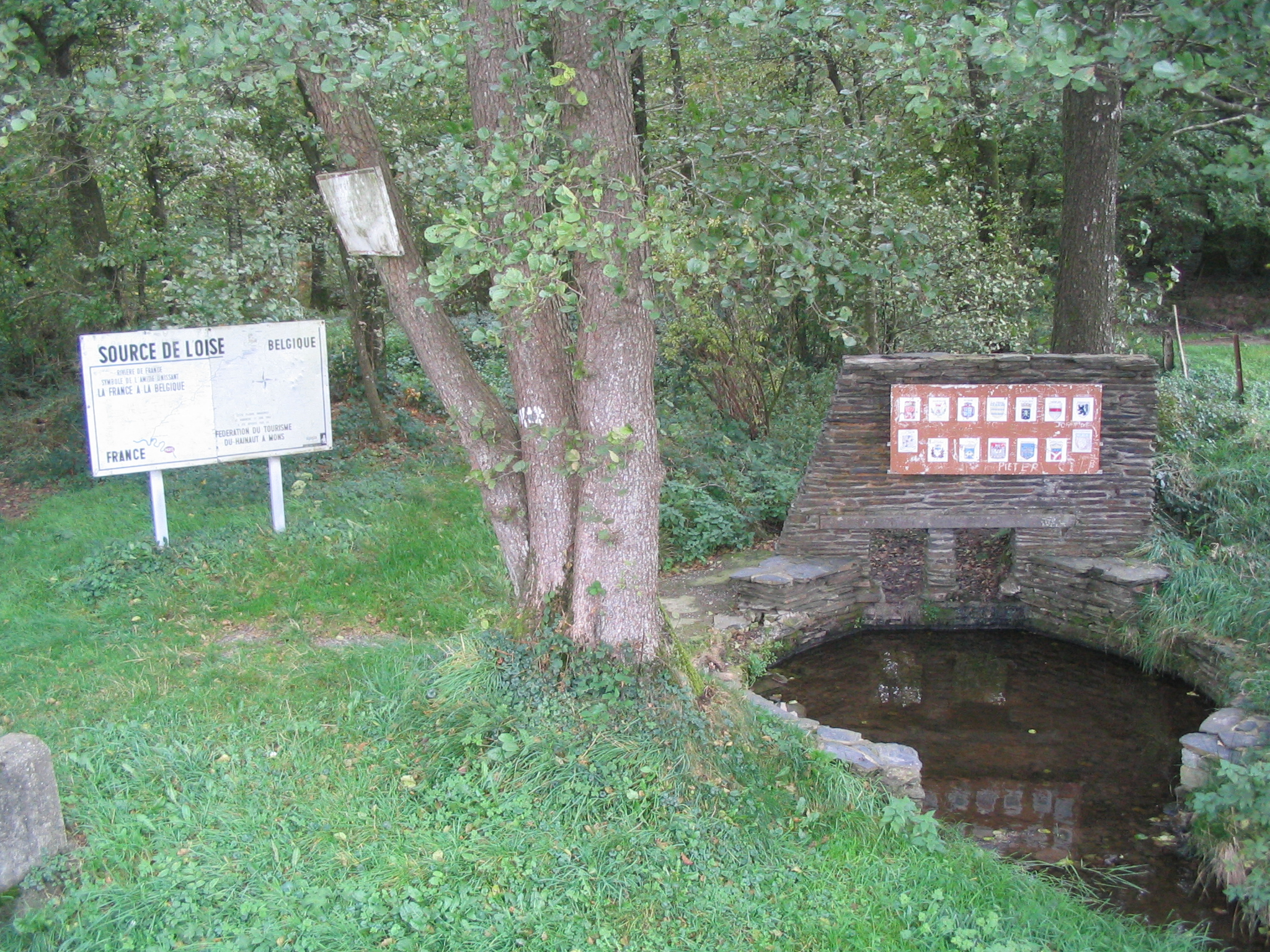
Sorgente dell'Oise

L'Oise è un fiume dal flusso regolare e ben alimentato tutto l'anno. Il suo flusso è stato osservato per un periodo di 48 anni (1960-2007) a Pont-Sainte-Maxence, località del dipartimento dell'Oise situata abbastanza lontano dallo sbocco nella Senna. In quel punto il bacino idrografico del fiume è di 14.200 km² su un totale di 16.667 (85.2%), e la portata media nel corso del periodo considerato è risultata di 109 m³ al secondo.
La portata dell'Oise presenta delle fluttuazioni stagionali non troppo pronunciate: in inverno e primavera varia da 142 a 187 m³ al secondo, da dicembre ad aprile inclusi (con un massimo in gennaio-febbraio), si porta a livelli bassi da luglio a ottobre con un minimo a settembre di 47,4 m³ 
in media. La portata media dell'Oise corrisponde all'incirca a quella della Marna, poco distante; la Marna è regolata però da un grande bacino come il lago di Der-Chantecoq, il che fa sì che le sue medie mensili celino variazioni importanti.

## Navigazione
L'Oise ha sempre avuto un ruolo importante nella navigazione interna. L'importanza del fiume come via d'acqua aumenterà con la realizzazione del progettato canale Seine-Nord Europe, un collegamento ad alta capacità fra l'Oise a Janville e il sistema di canali del nord della Francia, destinato a rimpiazzare il vecchio Canal de Saint Quentin e l'attuale Canal du Nord, la cui capacità è assai sotto gli standard moderni. Quando il nuovo collegamento sarà pronto, consentirà il passaggio di grandi navi tra la Senna (e l'area di Parigi) e i porti di Dunkerque, Anversa e Rotterdam, e di qui ad altri porti d'Europa.
Già oggi il fiume è canalizzato per accogliere navi di grandi dimensioni, ma il pescaggio sotto i ponti, e luci dei ponti stessi, ne limitano la capacità. Le sette chiuse sull'Oise (più le due sul canale laterale dell'Oise) consentono ad imbarcazioni di 110 metri di lunghezza e 11,45 di larghezza di percorrere l'intero fiume e il canale laterale sino a Pont l'Évêque dove è la congiunzione con il Canal du Nord. Più a monte di Pont l'Évêque, il canale laterale ha una capacità limitata dallo standard Freycinet (38,5 metri per 5,05).

## Principali affluenti

### Riva destra

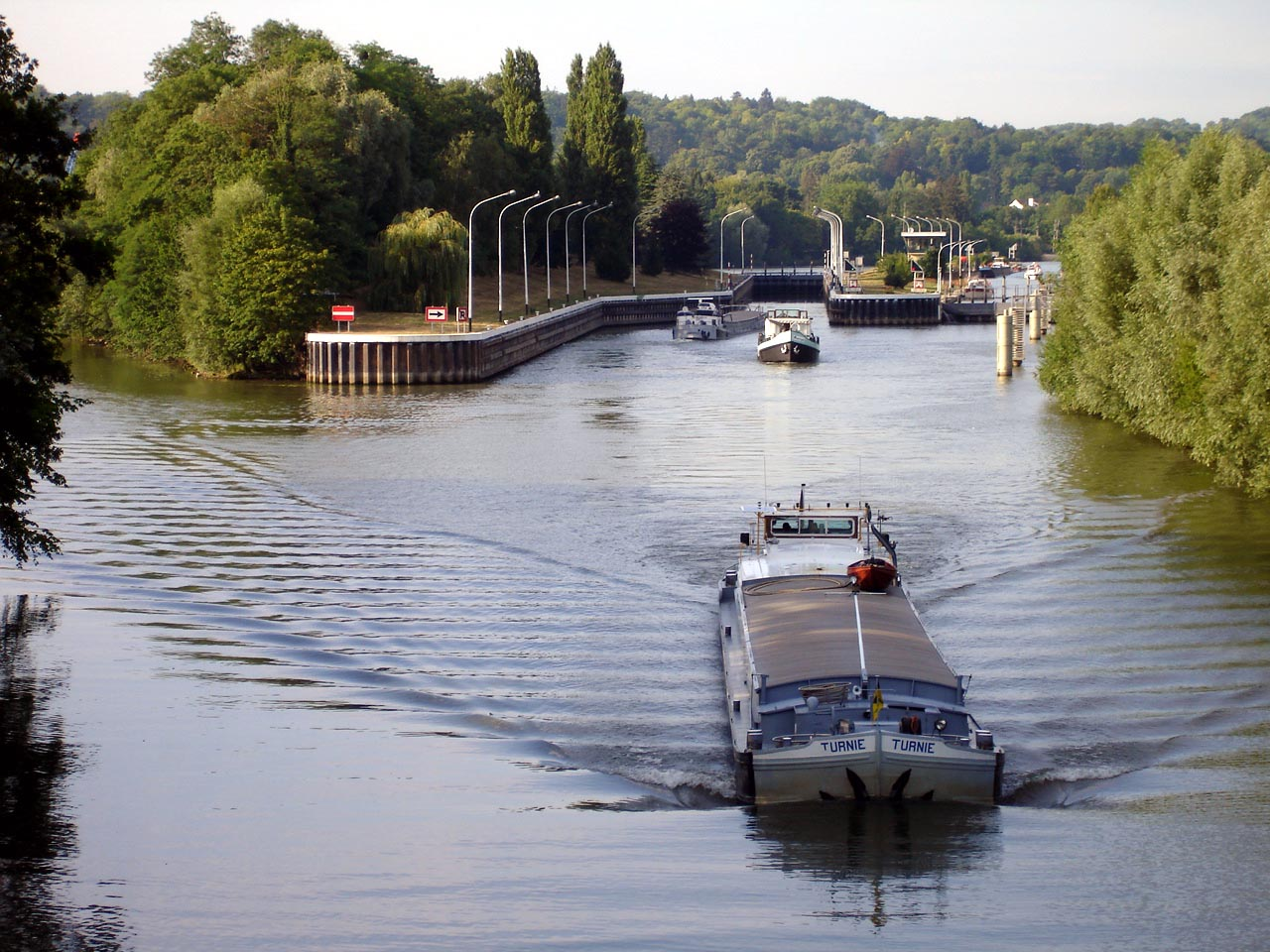
Chiusa sull'Oise a L'Isle-Adam (Val-d'Oise)

- Noirieu
- Verse
- Divette
- Matz
- Aronde
- Rhony
- Brêche
- Thérain
- Esches
- Sausseron
- Viosne

### Riva sinistra
- Gland
- Thon
- Serre
- Ailette
- Aisne
- Automne
- Frette
- Nonette
- Thève
- Ysieux